# Лейард, Эдгар
Эдгар Леопольд Лейард (англ. Edgar Leopold Layard; 23 июля 1824, Флоренция — 1 января 1900, Budleigh Salterton, Девон) — английский дипломат и натуралист, занимался орнитологией.

## Биография
Предки Лейарда были гугенотами. Он был шестым сыном Генри Питера Джона Лейарда, сотрудника Цейлонской государственной службы, и его жены Марианны Остин. Его дядей был Бенджамин Остин, лондонский адвокат и близкий друг Бенджамина Дизраэли в 1820-х и 1830-х годах. Его брат сэр Остин Генри Лейард был известным политиком и археологом.
С 1844 года Лейард провел десять лет на Цейлоне (ныне Шри-Ланка), где он исследовал фауну вместе с Робертом Темплтоном (1802—1892). В 1854 году он отправился в Капскую колонию, где работал при губернаторе Джордже Грее в качестве государственного служащего. В свободное время он был первым куратором в Южно-Африканском музее, основанном в 1855 году, где Роланд Тримен стал его преемником в 1872 году. В последующие годы Лейард жил в Бразилии и собирал птиц вместе с Артуром Хеем.
Эдгар Лейард, британский почётный консул в Нумеа, Новая Каледония, и его сын Эдгар Леопольд Кэлтроп Лейард (в литературе упоминаемый как Э. Л. С. Лейард или Леопольд Лейард, чтобы отличить его от отца) были активными собирателями птиц. Они совершили экспедиции на Фиджи, Вануату, Самоа, Тонгу, Соломоновы острова, в Новую Британию и на остров Норфолк. Наряду с южноафриканским материалом, коллекции птиц, которые собрали оба Лейарда в Новой Каледонии и Луайоте, являются наиболее научно значимыми. Свои добытые экземпляры Лейарды отправляли Уильяму Шарпу Маклею в Сидней, а также и многим другим орнитологам, так что сегодня они очень разбросаны. Большая часть попала в Музей естественной истории в Тринге, а другая, которая сейчас хранится во Всемирном музее Ливерпуля, Генри Бейкеру Тристраму.

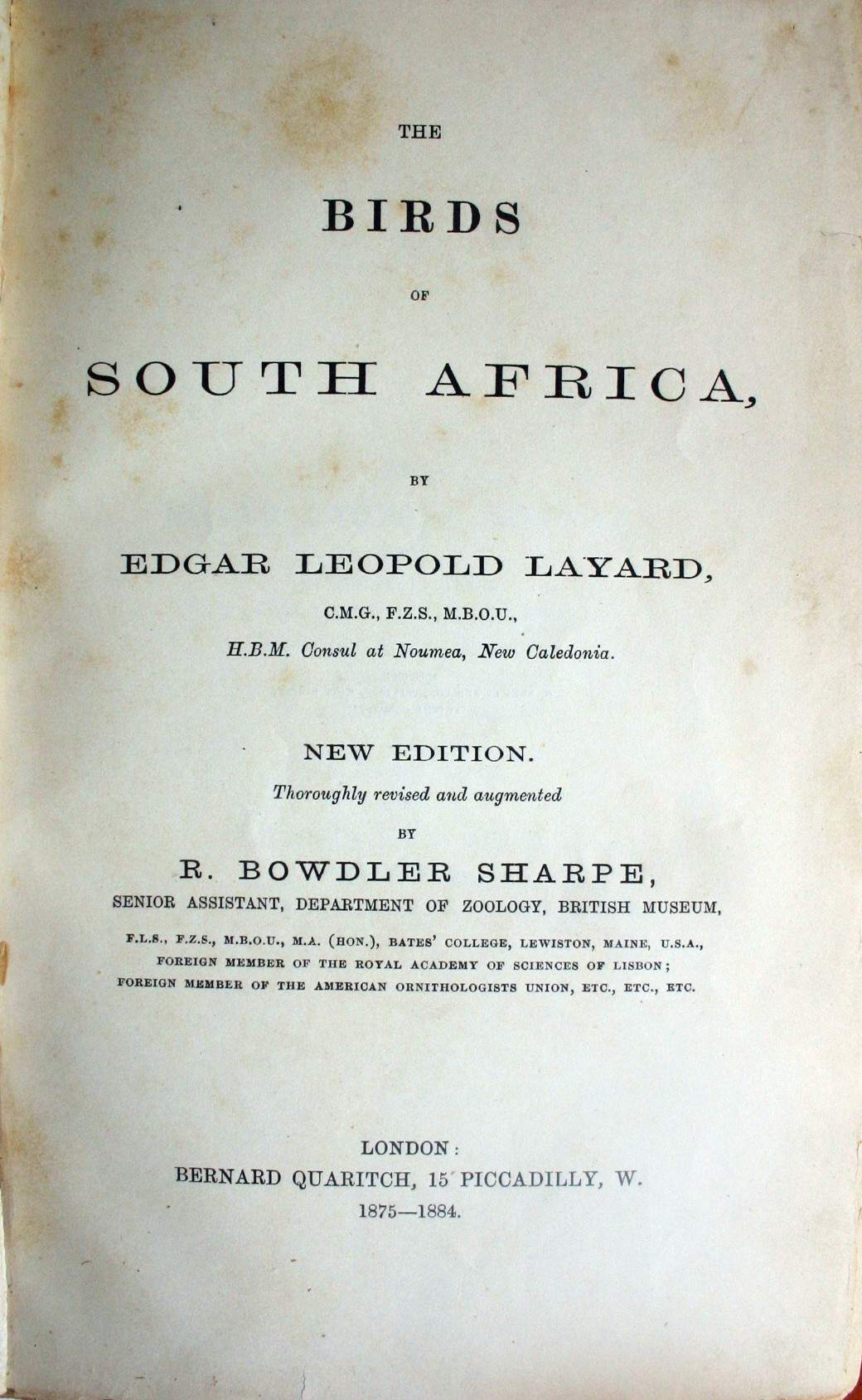
Заглавная страница второго издания «Птиц Южной Африки»

В 1887 году Лейард опубликовал книгу «Птицы Южной Африки» («The Birds of South Africa»), в которой описал 702 вида. Эта работа была позже обновлена Ричардом Боудлером Шарпом.

## Эпонимы
Даниэль Жиро Эллиот назвал в 1878 году желтоголового пёстрого голубя (Ptilinopus layardi) с островов Фиджи в честь Эдгара Леопольда Лейарда. Генри Бейкер Тристрам в 1879 году назвал большенога Megapodius layardi, а Густав Хартлауб в 1862 году — славку Sylvia layardi в честь Лейарда. Среди млекопитающих имя Лейарда носят описанная Эдвардом Блитом в 1844 году пальмовая белка (Funambulus layardi) и ремнезуб (Mesoplodon layardii). Цейлонский сцинк Nessia layardi, описанный в 1853 году Эдвардом Келаартом, также назван в честь Лейарда.
Первая жена Лейарда Барбара Энн Калтроп, на которой он женился в 1845 году, удостоена чести в эпитете изумрудного кольчатого попугая (Psittacula calthropae).